# جون بيكر (سياسي)
جون بيكر (بالإنجليزية: John Baker)‏ هو سياسي بريطاني (وحمل سابقاً جنسية المملكة المتحدة لبريطانيا العظمى وأيرلندا)، ولد في 8 أبريل 1867، وتوفي في 3 مايو 1939. حزبياً، نشط في حزب العمال. في الانتخابات العامة في المملكة المتحدة 1924 ‏، انتخب عضو برلمان المملكة المتحدة الـ34 عن دائرة Bilston (UK Parliament constituency) ‏ (29 أكتوبر 1924 – 10 مايو 1929) وفي الانتخابات العامة في المملكة المتحدة 1929 ‏، انتخب عضو برلمان المملكة المتحدة الـ35 عن دائرة Bilston (UK Parliament constituency) ‏ (30 مايو 1929 – 7 أكتوبر 1931).